# María Teresa Vera
María Teresa Vera (Guanajay, Cuba, 6 de febrero de 1895-La Habana, 17 de diciembre de 1965) fue una cantante, compositora y guitarrista cubana.

## Primeros pasos
A muy temprana edad, empezó a darse a conocer en los ambientes de bohemia y trova. Comenzó a cantar en 1911, y el cantante Manuel Corona le aconsejó que aprendiera a tocar la guitarra. María Teresa conformó un dúo de leyenda junto a Rafael Zequeira y, entre 1914 y 1924, grabaron casi 200 canciones, muchas de las cuales se hicieron populares de inmediato, como A llorar a Papá Montero. También cantó en el Grupo Típico de Carlos Godínez.[cita requerida]

## Sexteto Occidente
A mediados de la década del veinte, conoció a Ignacio Piñeiro, a quien enseñó a tocar el contrabajo, y en 1926 fundó el Sexteto Occidente, dentro de la tradición cubana de sextetos de son. Este conjunto fue fundado por María Teresa Vera a instancia de sus productores musicales. Esto se debió fundamentalmente a la gran demanda que tenían los sextetos de son a mediados de los años veinte.

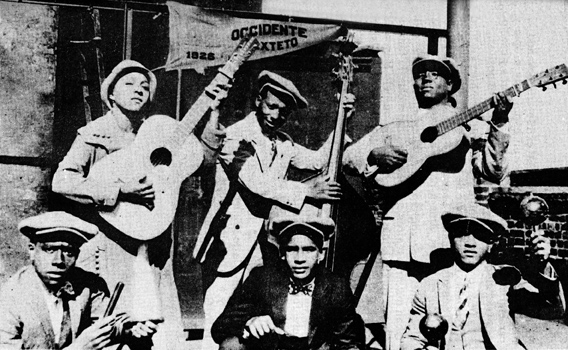
Sexteto Occidente

La agrupación contó, entre sus miembros, amén de María Teresa, con Ignacio Piñeiro, en el contrabajo, Julio Torres, en el tres, Manuel Reinoso, en el bongó, y Paco Sánchez, en las maracas.[cita requerida]
Este grupo desarrolló su carrera, de poca duración y escasas grabaciones, en gran medida en contraposición al Sexteto Habanero, que constituyó su competencia. Estos dos grupos desarrollaron la forma de tocar el son "a la habanera" y fueron los primeros en definir sus características.[cita requerida]
Es notorio en ambos grupos, dentro de la tradición más pura de la percusión afrocubana, el criterio libre del bongosero al ejecutar, en contraposición a la dictadura de la clave en 3 y 2. El tres en la melodía, guitarra y bajo en la armonía, unidos a la sal de las maracas, completan el cuadro sonoro de una de las músicas más místicas de América.[cita requerida]

## Santería, retiro y vuelta a la canción
Adepta de la religión afro-cubana, decidió hacerse santera y dejó la música hasta 1936, cuando reapareció de forma efímera en un programa de Radio Salas, con un cuarteto compuesto por Justa García, Dominica Verges y Lorenzo Hierrezuelo. Desde entonces, Hierrezuelo la acompañó en un dúo que duró más de veinticinco años, tiempo durante el cual María Teresa se reafirmó como una de las primeras voces de la trova.[cita requerida]
A mediados de la década de los cincuenta del siglo XX, produjo en televisión El Casino de la Alegría. Los homenajes a María Teresa Vera llegaron en los años sesenta, hasta su fallecimiento, en 1965. Su tema más conocido, Veinte años, ha sido interpretado por los más grandes cantantes cubanos.[cita requerida]
En 1995, se editó un disco homenaje de título A María Teresa Vera (Nubenegra, 1995), en el que intérpretes como Omara Portuondo, Martirio, Pablo Guerrero, Gema y Pável, Jacqueline Castellanos, Uxía y Argelia Fragoso interpretaron sus canciones.[cita requerida]

## Discografía
- TUMBAO TCD 090 María Teresa y Zequeira - El Legendario Dúo de la Trova Cubana
- TUMBAO TCD 087 SEXTETO OCCIDENTE Yo no tumbo caña